# Delfin z Bordeaux
Delfin, (łac.) Delphinus, (fr.)  Dauphin (ur. IV wieku, zm. między 401 a 403) – biskup, święty Kościoła katolickiego, Wyznawca, biskup.
Istnieją materiały historyczne - listy Paulina z Noli, notatki Ambrożego z Mediolanu i kroniki Sulpicjusza Sewera - świadczące o sakrze Delfina  jako drugiego biskupa diecezji Bordeaux. Występował przeciwko herezji Pryscyliana (Pryscylianizmowi) na synodzie, który odbył się w 380 r. w Saragossie. Według relacji Prospera z Akwitanii i Sulpicjusza Sewera przyjmował później biskupów biorących udział w synodzie. Wniósł swoją działalnością apostolską znaczny wkład w chrystianizację terenów podległych jego jurysdykcji. Miał znaczący wpływ na nawrócenie Paulina z Noli. W martyrologiach wymieniany jest pod dniem 24 grudnia i w tym dniu wspominają go wierni Kościoła katolickiego, w Bordeaux natomiast czczony jest 30 grudnia.